# Fărcașa (gmina)
Fărcașa – gmina w Rumunii, w okręgu Marmarosz. Obejmuje miejscowości Buzești, Fărcașa, Sârbi i Tămaia. W 2011 roku liczyła 4015 mieszkańców.